# Opalinida
Ordre
Les Opalinida sont un ordre de chromistes de l'embranchement des Bigyra, et de la classe des Opalinea.

## Liste des familles
Selon AlgaeBase (16 septembre 2022) : aucune famille
Selon IRMNG (16 septembre 2022)
- Opalinidae Claus, 1874

## Systématique
Le nom correct complet (avec auteur) de ce taxon est Opalinida Poche, 1913.